# Fucsoui metró
A fucsoui metró (egyszerűsített kínai írással: 福州地铁, hagyományos kínai írással: 福州地鐵, pinjin: Fúzhōu Dìtiě) Kínában található Fucsou városban és vonzáskörzetében. A metróhálózat hossza 2024 áprilisában 143,5 km, a metróvonalak száma 5 és az állomások száma 100 volt. Az első vonal 2016. május 18-án nyílt meg.
Az első vonalat eredetileg 2014-re tervezték átadni, azonban az építési nehézségek és a véletlen régészeti felfedezések miatt a 9,76 km-es déli szakasz befejezését 2016-ra, a 15,13 km-es északi szakaszét 2017-re halasztották.

## Forgalom
Az utasforgalom az elmúlt években az alábbi módon változott:
| 2017 | 49 300 000  |
| 2019 | 107 370 000 |